# Когильне
Коги́льне — село в Україні, у Зимнівській сільській територіальній громаді Володимирського району Волинської області.
Населення становить 335 осіб. Кількість дворів  — 89. З них 2 нових (після 1991 р.).

## Географія
Село розташоване на правому березі річки Риловиця.

## Історія
У 1906 році село Вербської волості Володимир-Волинського повіту Волинської губернії. Відстань від повітового міста 8 верст, від волості 8. Дворів 90, мешканців 512.
12 червня 2020 року, відповідно до розпорядження Кабінету Міністрів України № 708-р «Про визначення адміністративних центрів та затвердження територій територіальних громад Волинської області», увійшло до складу Зимнівської сільської територіальної громади.
19 липня 2020 року, в результаті адміністративно-територіальної реформи та ліквідації  Володимир-Волинського району(1940—2020), село увійшло до новоутвореного Володимир-Волинського району (від 18 липня 2022 Володимирського).

## Сьогодення
В селі функціонує Михайлівська церква Київського патріархату, кількість прихожан — 183 особи. Працює початкова школа на 45 місць, клуб, фельдшерсько-акушерський пункт, 4 телефонні номери, торговельний заклад.
В селі доступні такі телеканали: УТ-1, УТ-2, 1+1, Інтер, Обласне телебачення, кабельне телебачення. Радіомовлення здійснюють Радіо «Промінь», Радіо «Світязь», Радіо «Луцьк», проводове радіо.
Село газифіковане. Дорога з твердим покриттям потребує ремонту. Наявне постійне транспортне сполучення з районним та обласним центрами.
Село Когильне засноване у 1545 році.
Село знаходиться за 7 кілометрів на північний схід від м. Володимир у долині, і з півночі та сходу оточене лісом. На території села є два невеличкі і один великий ставок.
У серпні 2015 року село увійшло до складу новоствореної Зимнівської сільської громади.

## Населення
Згідно з переписом УРСР 1989 року чисельність наявного населення села становила 316 осіб, з яких 159 чоловіків та 157 жінок.
За переписом населення України 2001 року в селі мешкало 335 осіб.

### Мова
Розподіл населення за рідною мовою за даними перепису 2001 року:
| Мова       | Відсоток |
| ---------- | -------- |
| українська | 99,10 %  |
| російська  | 0,90 %   |